# 海豚座EU
海豚座EU，又名BD+17 4370，HD 196610、SAO 106329、HR 7886，是海豚座的一颗恒星，视星等为6.25，位于銀經62.05，銀緯-13.63，其B1900.0坐标为赤經20h 33m 21s，赤緯+17° -13.63′ 0″。